# Schwarzella arizonensis
Schwarzella arizonensis is een vliesvleugelig insect uit de familie bronswespen (Chalcididae). De wetenschappelijke naam is voor het eerst geldig gepubliceerd in 1904 door Ashmead.